# Zalp Avrory
Zalp Avrory (Залп «Авроры») è un film del 1965 diretto da Jurij Michajlovič Vyšinskij.